# تروي تولويتسكي
تروي تولويتسكي (مواليد 10 أكتوبر 1984) هو لاعب كرة القاعدة أمريكي معتزل  سبق أن لعب في أندية كولورادو روكيز، تورونتو بلو جايز ونيويورك يانكيز.